# Наніташвілі Тенгіз Сергійович
Тенгі́з Сергі́йович Наніташві́лі (нар. 4 червня 1928, Сачхере) — радянський вчений в галузі біохімії і технології виноробства, доктор технічних наук з 1973 року, професор з 1979 року. 

## Біографія
Народився 4 червня 1928 року в місті Сачхере (тепер Грузія). Член КПРС з 1952 року. У 1952 році закінчив технологічний факультет Грузинського сільськогосподарського інституту, в 1955 році — аспірантуру. Працював в об'єднанні «Самтрест». У 1961—1982 роках на науково-дослідній роботі в Грузинському науково-дослідному інституті харчової промисловості (з 1969 року завідувач відділу технічної біохімії). З 1983 року — генеральний директор Цінандальського науково-виробничого об'єднання.
Нагороджений двома орденами «Знак Пошани».

## Наукова діяльність
Основні наукові праці присвячені вдосконаленню існуючих та розробці нових технологічних процесів виробництва столових вин (європейського, кахетинського і імеретинського типів) із застосуванням пектолітичних, протеолітичних і комплексних ферментних препаратів. Ним вивчені властивості азотистих сполук (білків, амінокислот), поліфенолів, пектинових речовин винограду і вина. Автор 116 наукових робіт і 3 винаходів.